# Bauhinia tianlinensis
Bauhinia tianlinensis är en ärtväxtart som beskrevs av T.C.Chen och D.X.Zhang. Bauhinia tianlinensis ingår i släktet Bauhinia och familjen ärtväxter. Inga underarter finns listade i Catalogue of Life.